# 木山琉圣
木山琉聖（日语： Kiyama Rui，2004年10月19日—），日本女子羽毛球运动员。目前為再春館羽毛球隊球員，隊員編號7號。

## 簡歷
2022年10月，木山琉圣代表日本队出战西班牙桑坦德举行的世界青年羽毛球錦標賽，在率先进行的团体赛中，随队赢得铜牌；而在个人方面，她与搭档室屋奏乃以1比2（21-12、19-21、14-21）不敌赛会头号种子、印尼强档的梅丽莎·普斯皮塔·萨里／瑞秋·阿莱西娅·罗斯，再度赢得本届赛事的第二枚铜牌。

## 主要比賽成績
只列出曾進入準決賽的國際賽事成績：
| 年份   | 賽事                 | 公開賽級別 | 項目     | 拍檔     | 成績 |
| ------ | -------------------- | ---------- | -------- | -------- | ---- |
| 2022年 | 世界青年羽毛球錦標賽 | 其他       | 混合團體 | -        | 季軍 |
| 2022年 | 世界青年羽毛球錦標賽 | 其他       | 女子雙打 | 室屋奏乃 | 季軍 |
| 2024年 | 北馬里亞納羽球公開賽 | 國際挑戰賽 | 女子雙打 | 金廣美希 | 亞軍 |
| 2024年 | 印尼羽毛球國際挑戰賽 | 國際挑戰賽 | 女子雙打 | 金廣美希 | 冠軍 |

| 2018-2026年 | 總決賽 | 超級1000賽 | 超級750賽 | 超級500賽 | 超級300賽 | 超級100賽 | 國際挑戰賽 | 國際系列賽 | 未來系列賽 | 其他 |